# Гульєльмо Насі
Гульєльмо Чиро Насі (італ. Guglielmo Ciro Nasi 21 лютого 1879 — 21 вересня 1971) — італійський генерал часів Другої світової війни.

## Біографія
Насі народився 1879 року в Чивітавекк'ї. У 1924 році він став командиром 3-го артилерійського полку, з 1925 по 1928 був італійським військовим представником в Парижі. У 1928 році відправлений в колонії головнокомандувачем колоніальними військами. У 1934—1935 роках він був віце-губернатором Киренаїки, в 1936—1939 — губернатором Харера, в 1939—1940 — губернатором Шоа.
У квітні 1936 року під час другої італо-ефіопської війни Гульєльмо Насі командував лівої колоною Південного фронту (командуючий фронтом — Родольфо Граціані). Після початку Другої світової війни Насі очолив в 1940 році італійське завоювання Британського Сомаліленду, змусивши британські сили евакуюватися морем в Аден. У 1941 році в результаті британського контрнаступу Насі був змушений відступити в укріплений Гондер. Після того, як 6 липня капітулювали Амадей Савойський і П'єтро Гадзера, гарнізон під командуванням Насі залишилася останньою італійською частиною в Східній Африці, яка продовжила бойові дії, а він сам — віце-королем і генерал-губернатором Італійської Східної Африки. Гульєльмо Насі здався в Гондері лише 28 листопада 1941 року, і був відправлений до табору для військовополонених в Кенії.
У 1945 році Гульєльмо Насі повернувся до Італії. У 1949 році він був призначений спеціальним комісаром в Італійське Сомалі, яке в тому ж році перетворилося в підопічну територію ООН.
Гульєльмо Насі помер в 1971 році.